# Rimae Maclear
Le Rimae Maclear sono una struttura geologica della superficie della Luna intitolata all'astronomo britannico Thomas Maclear.